# Nikolai Puzanov
Nikolai Puzanov (în rusă Николай Пузанов; n. 7 aprilie 1938, Kyshtym⁠(d), RSFS Rusă, URSS – d. 2 ianuarie 2008, Sankt Petersburg, Rusia) a fost un biatlonist ce a reprezentat Uniunea Republicilor Sovietice Socialiste, medaliat olimpic. A participat la 2 ediții ale Jocurilor Olimpice (1964, 1968) în care a câștigat o medalie de aur.